# Нур-Джахан
Нур-Джахан (31 мая 1577 — 17 декабря 1645) — императрица Империи Великих Моголов, супруга четвёртого могольского падишаха Джахангира, политический деятель, поэтесса.

## Ранняя жизнь

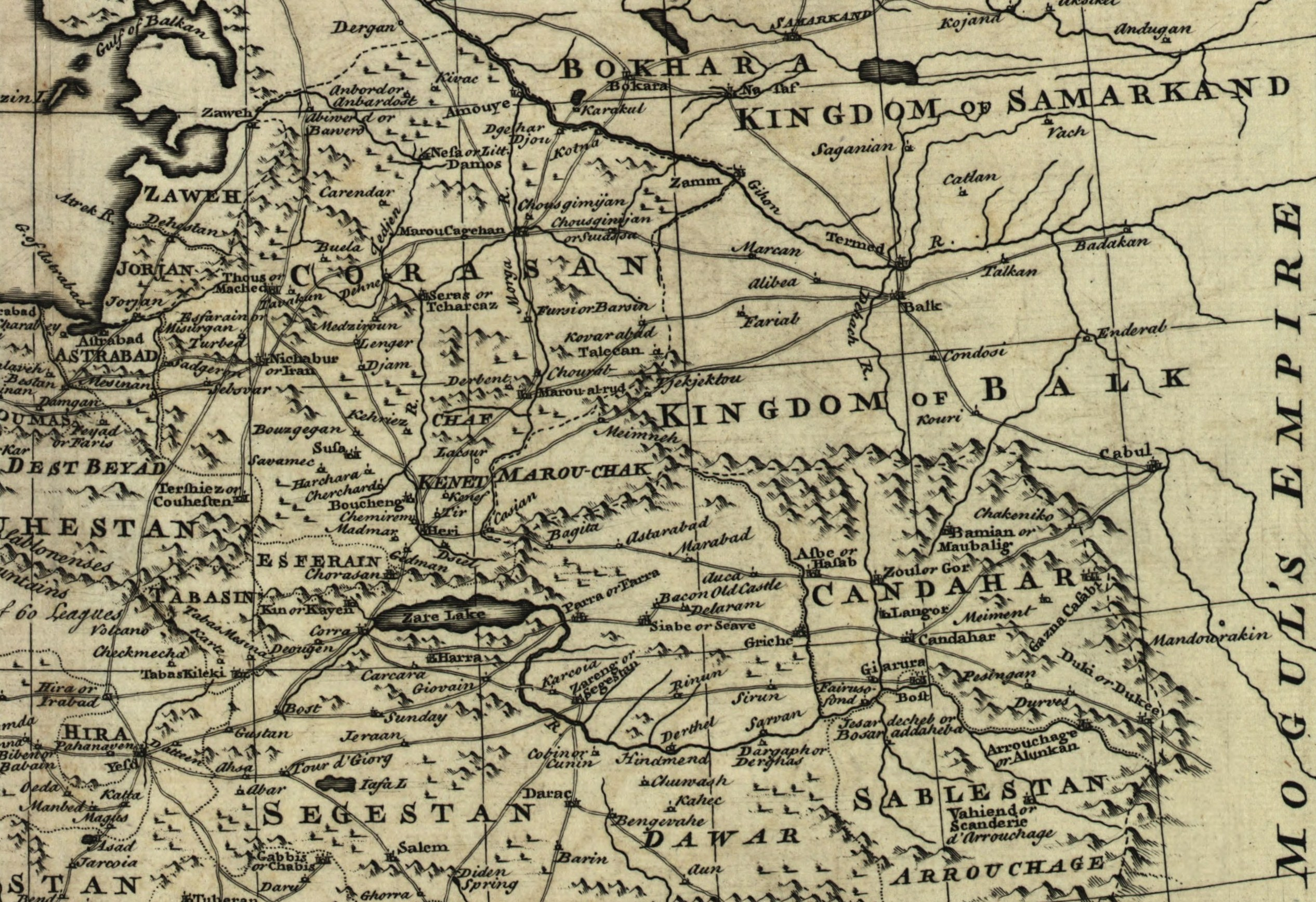
Кандагар, место рождения Нур-Джахан, современный Афганистан

Происходила из семьи персидской знати. Родилась 31 мая 1577 года в Кандагаре (современный Афганистан). При рождении получила имя Мехр-ун-ниса. Была второй дочерью и четвёртым ребёнком персидского аристократа Мирзы Гийас Бека (? — 1622) и его жены Асмат Бегум (? — 1621). оба родителя Нур джахан были потомками известных семей, Мирза Гийас Бек вёл своё происхождение от Мухаммада Шарифа, а Асмат Бегум от клана Ака Мулла. Дед Асмат по отцовской линии, Хваджа Мухаммад Шариф, был вначале визирем Татар-Султана, губернатора Хорасана, а затем состоял на службе у шаха Тахмаспа I, который сделал его визирем Исфахана. По неизвестным причинам семья Гийас Бека в 1577 году оказалась в опале, и вскоре обнаружила, что обстоятельства на их родине невыносимы. Надеясь улучшить благосостояние своей семьи, Мирза Гийас-бек решил переселиться в Индию, ко дворе могольского императора Акбара.
На пути его семья подверглась нападению грабителей, которые отобрали у них оставшиеся скудные пожитки. Осталось только два мула, Гияс Бек, его беременная жена и двое детей (Мухаммад Шариф, Асаф-хан) были вынуждены по череди ехать на этих мулах до конца их путешествия. Когда семья прибыла в Кандагар, Асмат Бегум родила их первую дочь. Семья была настолько бедной, что они боялись, что не смогут позаботиться о новорожденном ребенке. К счастью, семья была взята в караван купца Маликом Масудом, который позже помог Гиясу Беку найти место на службе у императора Акбара. Полагая, что ребенок ознаменовал перемену в судьбе семьи, она была названа Мехр-ун-ниса, что означает «Солнце среди женщин». Её отец Гийас-бек начал свою карьеру в Индии, получив мансаб 300 в 1577 году. После этого он был назначен диваном (казначеем) в провинции Кабул. Благодаря своим проницательным навыкам ведения бизнеса, он быстро поднялся по служебной лестнице до высших административных чинов. За свою прекрасную работу он был удостоен императором титула Итимад-Уд-Даула, или «Столп государства».
В результате своей работы и продвижения по службе Мирза Гийас-бек смог гарантировать, что Мехр-ун-ниса (будущая Нур-Джахан) будет иметь самое лучшее возможное образование. Она хорошо разбиралась в арабском и персидском языках, искусстве, литературе, музыке и танцах. Поэт и писатель Видья Дхар Махаджан впоследствии восхвалял Нур-Джахан как обладающую пронзительным умом, изменчивым нравом и здравым смыслом.

## Брак с Шер Афганом (1594—1607)
В 1594 году, когда Нур Джахан было семнадцать лет, она вышла замуж за своего первого мужа Али Кули Истаджлу (по прозвищу Шер Афган — Победитель тигров) (? — 1607) . Шер Афган был предприимчивым персом, который вынужден был бежать из своего дома в Персии после смерти шаха Исмаила II. Позднее он поступил на службу к могольскому императору Акбару. В награду за верную службу Акбар устроил брак Нур Джахан и Шер Афгана. У супругов родился только один ребенок, дочь Ладли Бегум (1605—1644).. Во время участия в военной кампании принца Салима, старшего сына и наследника Акбара, против Мевара Али Кули Истаджлу получил титул «Шер Афган» (Победитель тигров). Когда принц Салим восстал против Акбара, Али Кули встал на сторону Акбара против принца, но когда Салим наконец взошел на трон Великих Моголов в 1605 году и принял имя Джахангир, он простил Али Кули вместе со всеми теми, кто поддержал отца вместо него. Али Кули был сделан джагирдаром и получил область Бардхаман в Западной Бенгалии.
В мае 1607 года Шер Афган был убит после того, как прошел слух, что он отказался подчиниться приказу губернатора Бенгалии Кутб-уд-Дина Хана Коки, принял участие в антигосударственной деятельности и напал на губернатора, когда тот прибыл, чтобы сопровождать Шер Афгана к императорскому двору. Шер Афган заколол губернатора Бенгалии во время своего визита к нему и сам был убит телохранителями наместника. Некоторые подозревают Джахангира за то, что он устроил смерть Шер Афгана, потому что тот, по слухам, влюбился в его жену Нур-Джахан и был лишен права взять ее в свой гарем. Достоверность этого слуха сомнительна, так как Джахангир женился на Нур-Джахан только в 1611 году, через четыре года после того, как она появилась при императорском дворе.

## Фрейлина при императрице Рукайи Бегум

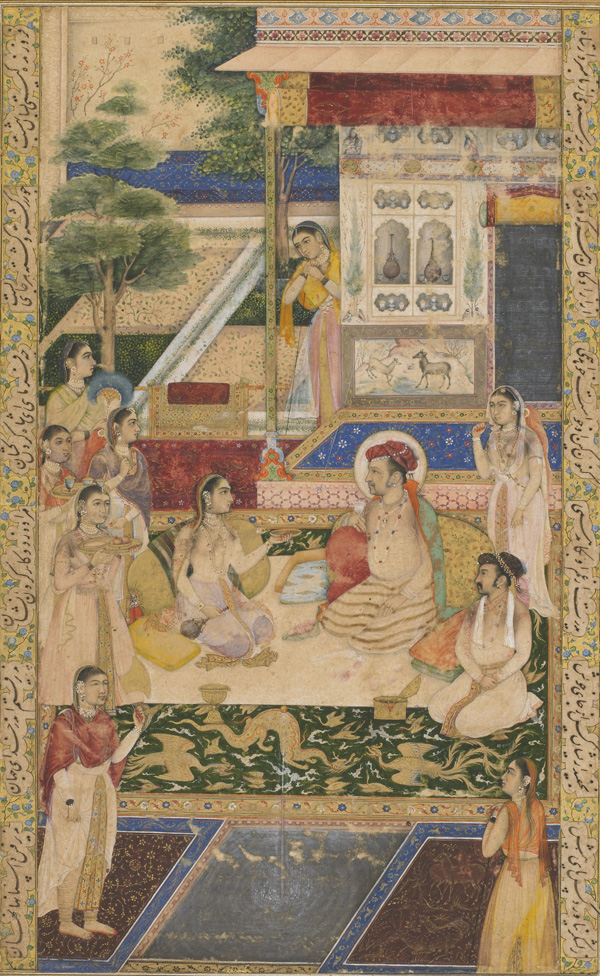
Джахангир, принц Хуррам и Нур-Джахан, 1624 год.

В 1605 году после смерти Акбара на императорский престол вступил его старший сын, принц Салим (1569—1627), который принял царственное имя Джахангир. После гибели своего мужа Шер Афгана в 1607 году Нур Джахан и её дочь Ладли Бегум были вызваны Джахангиром в Агру, чтобы стать придворными дамами его мачехи, вдовствующей императрицы Рукайи Султан Бегум. Последняя, будучи главной женой покойного императора Акбара и самой старшей женщиной в гареме, по своему положению и способностям была самой способной обеспечить защиту, в которой нуждалась Нур-Джахан при дворе Великих Моголов.
Нур-Джахан и ее дочь Ладли Бегум служили фрейлинами императрицы в течение четырех лет, искренне стараясь угодить своей госпоже. Отношения, возникшие между Нур Джаханом и Рукайей, по-видимому, были чрезвычайно нежными. Голландский купец и писатель-путешественник Питер ван ден Брук, описавший их отношения в своей Индостанской хронике, писал: «Эта Бегум [Рукайя] питала большую привязанность к Мех-Ун-Ниссе [Нур-Джахан]; она любила ее больше других и всегда держала ее в своем обществе».

## Брак с Джахангиром (1611—1627)

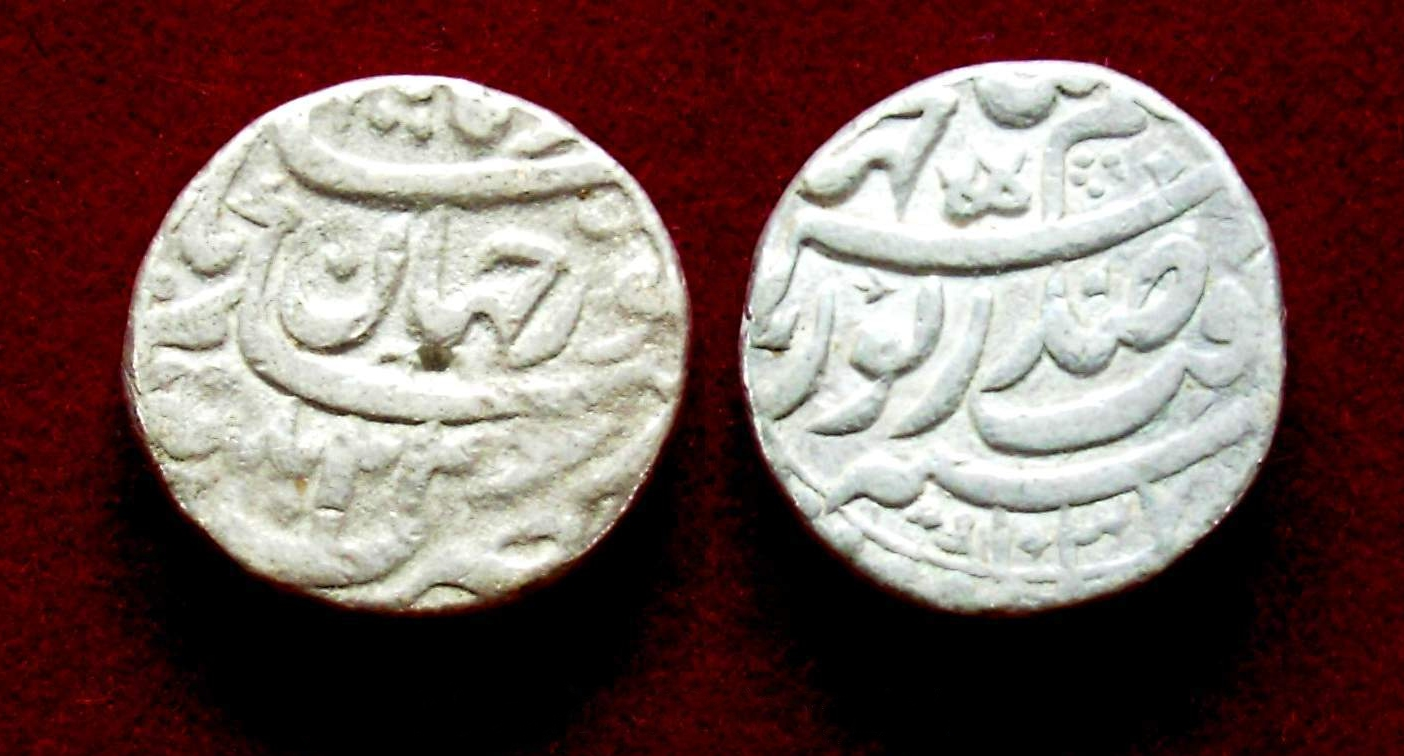
Серебряные рупии с именами Джахангира и Шах-Джахан

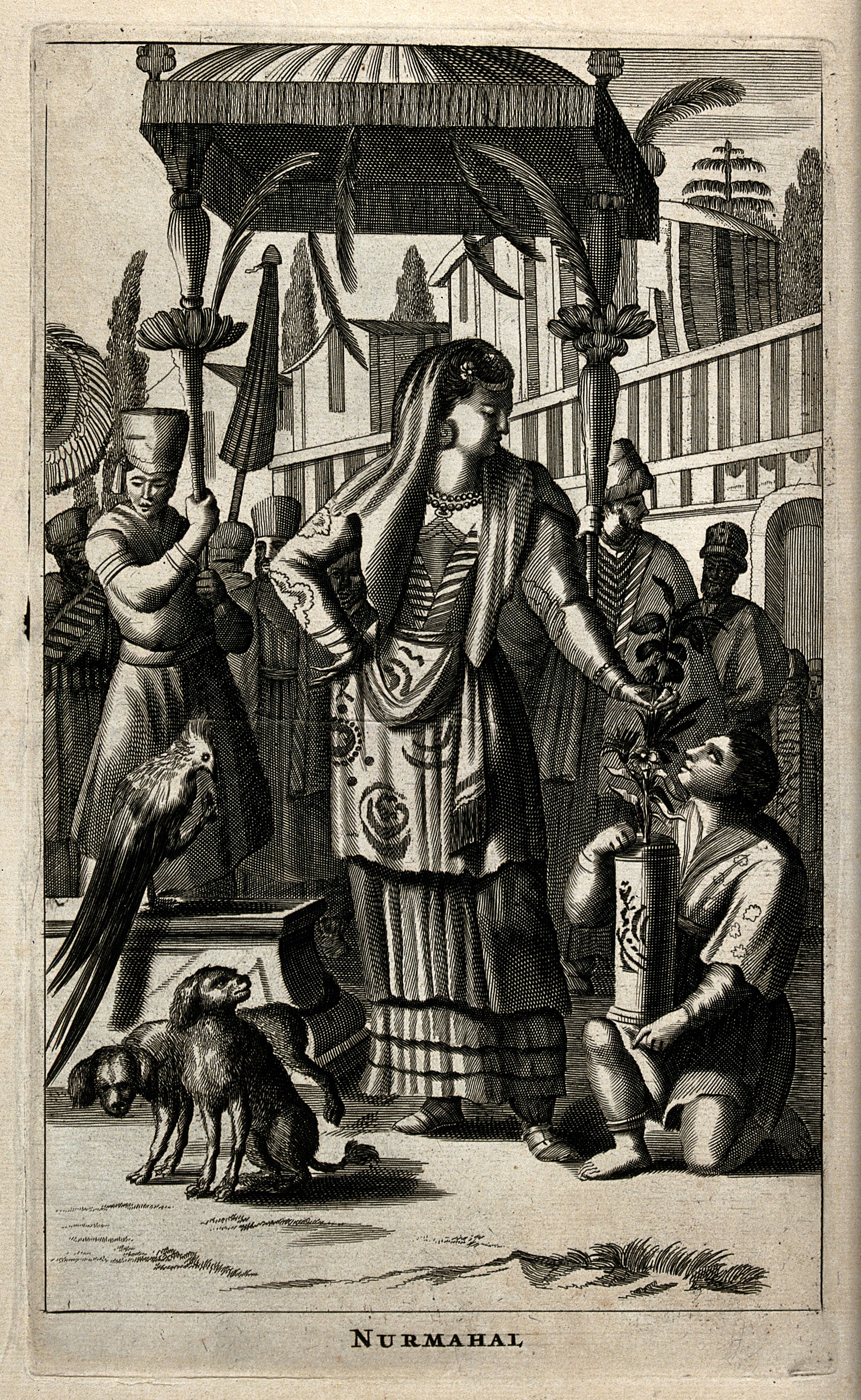
Нур-Джахан со своими слугами

В 1611 году, совершая покупки со своей покровительницей императрицей Рукайей, Нур Джахан вновь встретился с императором Джахангиром на дворцовом базаре во время весеннего праздника Навруз, который отмечал наступление Нового года. Джахангир немедленно сделал предложение, и они поженились 25 мая того же года (среда, 12-й Раби-уль-аввал, 1020 год хиджры/ 25 мая 1611 года нашей эры). Нур Джахан было тридцать четыре года, когда она вышла замуж во второй раз, и ей предстояло стать двадцатой и последней законной женой Джахангира. Согласно некоторым сообщениям, у супругов было двое детей, в то время как другие сообщают, что пара осталась бездетной.
В честь своей новой красивой и верной жены Джахангир дал ей титул «Нур Махал» («Свет Дворца») после их свадьбы в 1611 году и «Нур Джахан» («Свет Мира») пять лет спустя в 1616 году. Привязанность Джахангира и доверие к Нур Джахан привели к тому, что она получила большую власть в государственных делах. Пристрастие Джахангира к опиуму и алкоголю облегчило Нур-Джахан осуществление ее влияния. В течение многих лет она эффективно управляла империей и была признана реальной силой, стоящей за троном Великих Моголов. Она сидела рядом со своим мужем во время аудиенций, издавала приказы, курировала управление несколькими джагирами (земельными участками) и консультировалась с министрами.
Нур-Джахан усыновила второго сына Шах-Джахана и Мумтаз-Махал, принца Шаха Шуджу, родившегося в 1616 году. Эта новая ответственность была возложена на неё из-за её высокого ранга, политического влияния и привязанности Джахангира к ней. Это было также честью для императрицы, так как Шах Шуджа был любимцем своего деда. Нур-Джахан очень любила своего мужа и оставалась верной ему даже после его смерти. Не удивительно, что Джахангир восторженно отзывается о ней в своей книге «Джахангир-наме».

### Семейные достижения и консолидация власти
После смерти Шер Афгана семья Нур-Джахана вновь оказалась в менее почетном или желанном положении. Её отец Мирза Гийас-бек был в то время диваном у одного из амир-уль-амира, занимавшего явно не очень высокий пост. Кроме того, и её отец, и один из её братьев были окружены скандалом, поскольку первый был обвинен в растрате, а второй — в измене. Её судьба изменилась к лучшему, когда она вышла замуж за Джахангира. Государство Великих Моголов давало абсолютную власть императору, и те, кто оказывал влияние на императора, приобретали огромное влияние и престиж. Нур-Джахан смогла убедить своего мужа помиловать её отца и назначить его первым министром. Чтобы укрепить свое положение и власть в империи, Нур Джахан назначала различных членов своей семьи на высокие посты во всех придворных и административных учреждениях. Её брат Асаф-хан был назначен великим вазиром (министром) императора Джахангира.
Кроме того, для обеспечения ее дальнейшего влияния при императорском дворе, Нур-Джахан выдала свою единственную дочь Ладли Бегум за шахзаде Шахрияра (1605—1628), младшего сына Джахангира. Её племянница Арджуманд Бану Бегум (позже известный как Мумтаз-Махал) была выдана замуж за принца Хуррама (третьего сына Джахангира и будущего императора Шах-Джахан). Эти две свадьбы гарантировали, что так или иначе, влияние семьи Нур-Джахан распространится на Империю Великих Моголов, по крайней мере, еще на одно поколение.

### Императрица Моголов
Нур Джахан обладала большой физической силой и мужеством. Она часто ездила с мужем на охоту и была известна своей меткостью и смелостью в охоте на свирепых тигров. Сообщается, что она убила четырех тигров шестью пулями во время одной охоты. Мужество, отвага и административные навыки Нур-Джахан оказались неоценимыми во время её регентства, когда она защищала границы империи в отсутствие своего мужа и управляла семейными делами, подавляла восстания и участвовала в войне за престолонаследие, вызванной неспособностью Джахангира назвать наследника до его смерти 28 октября 1627 года.
Напряженность между Нур Джахан и третьим сыном Джахангира, принцем Хуррамом и будущим Шах-Джаханом, была тревожной с самого начала. Принц Хуррам возмущался тем влиянием, которое Нур-Джахан оказывал на его отца, и злился, что ему приходится играть вторую скрипку при Шахрияре, своём сводном брате и зяте Нур-Джахан. Когда персы осадили Кандагар, Нур-Джахан стояла у руля событий. Она приказала принцу Хурраму выступить в поход на Кандагар, но он отказался. После 45-дневной осады персы взяли Кандагар. Принц Хуррам опасался, что в его отсутствие Нур-Джахан попытается настроить отца против него и убедить Джахангира назвать Шахрияра наследником вместо него. Этот страх заставил принца Хуррама восстать против своего отца, а не сражаться с персами. В 1622 году принц Хуррам собрал армию и выступил против своего отца Джахангира и Нур-Джахана. Восстание было подавлено силами Джахангира, и принц был вынужден безоговорочно сдаться. Хотя он был прощен за свои ошибки в 1626 году, напряженность между Нур-Джахан и её пасынком будет продолжать расти.
В 1626 году император Джахангир был захвачен повстанцами во время своего пути в Кашмир. Лидер повстанцев Махабат-хан надеялся устроить переворот против Джахангира . Отправившись в бой верхом на боевом слоне, Нур Джахан вмешалась сама, чтобы освободить своего мужа. Она приказала министрам организовать нападение на врага, чтобы спасти императора. Сама же она должна была возглавить один из отрядов, отдавая приказы, находясь на боевом слоне. Во время битвы Нур-Джахан была вынуждена сдаться Махабат-хану и оказалась в плену вместе со своим мужем. К несчастью для мятежников, Махабат-хан не сумел распознать творческий потенциал и интеллект Нур-Джахана, так как вскоре ей удалось организовать побег и собрать армию прямо у него под носом.
Вскоре после спасения Джахангир скончался 28 октября 1627 года. Смерть Джахангира вызвала войну за наследство между его оставшимися в живых сыновьями, принцем Хуррамом, который провозгласил себя Шах-Джаханом, и принцем Шахрияром. Старший сын Джахангира, принц Хусрау-мирза, восстал против императора, потерпел поражение и был ослеплен. Позже он был убит во время восстания в Декане. Второй сын Джахангира, Парвез-мирза, был слаб и пристрастился к алкоголю. Опасаясь, что если Шах-Джахан станет императором, она потеряет свое влияние при дворе, Нур Джахан решила встать на сторону Шахрияра, которым, как она считала, будет гораздо легче манипулировать. В течение первой половины войны складывалось впечатление, что Шахрияр и Нур-Джахан могут оказаться победителями, однако оба они были преданы братом Нур Джахан. Асаф-хан, завидуя власти своей сестры, встал на сторону Шах-Джахана (который, кроме того, был женат на дочери Асаф-Хана Мумтаз-Махал). Пока Асаф-хан удерживал Нур-Джахан, Шах-Джахан разгромил войска Шахрияра и приказал казнить его. В 1628 году Шах-Джахан стал новым императором Великих Моголов.

## Более поздние годы и смерть (1628—1645)

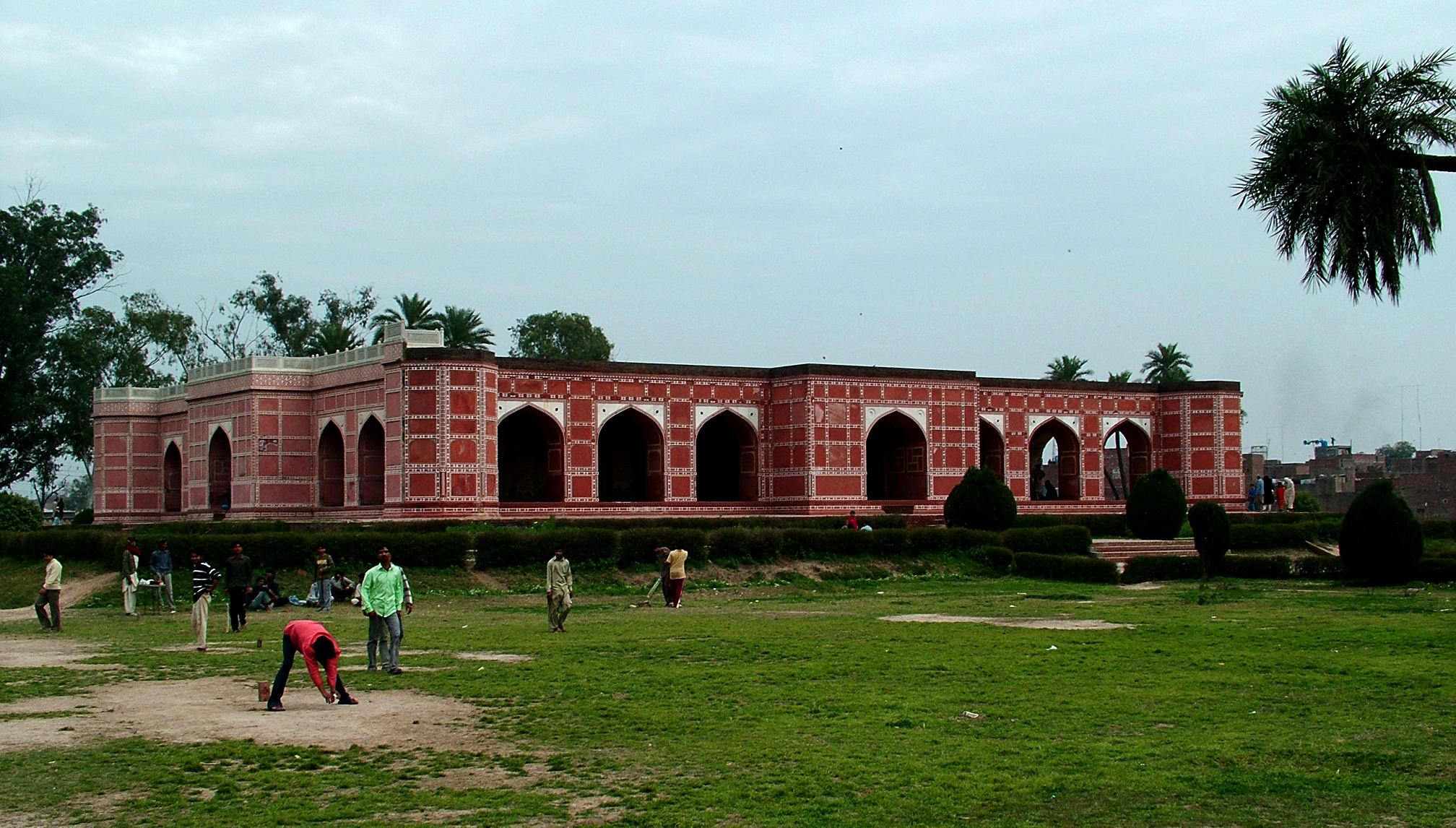
Гробница Нур-Джахан в Шахдаре Баг (Лахор, Пакистан)

Нур-Джахан провела остаток своей жизни взаперти в комфортабельном особняке в Лахоре вместе с дочерью Ладли Бегум. Она получала ежегодную сумму в размере 2 тысяч рупий от императора Шах-Джахана. В течение этого периода она наблюдала за завершением строительства мавзолея своего отца в Агре, который она сама начала в 1622 году и теперь известна как гробница Итимад-Уд-Даула. Нур-Джахан скончалась 17 декабря 1645 года в возрасте 68 лет. Она была похоронена в гробнице Шахдара Баг в Лахоре, которую она построила сама.

## Нур-Джахан в популярной культуре

### Кино и телевидение
- Джилло Бай изобразил Нур Джахана в немом фильме 1931 года «Noor Jahan»
- Нур Джахан была изображена Назимом Бану в фильме Сохраба Моди «Пукар» (1939)[28]
- Актриса Нур Джехан изобразила императрицу Нур Джахан в фильме Нандлала Ясвантлала «Анаркали» (1953)
- Мехруннисса/Нур Джахан была изображена актрисой Виной в фильме М. Садика «Тадж-Махал» (1963)[29]
- Мина Кумари изобразила Нур Джахан/Мехаруннису в фильме 1967 года Нур Джахан, проект мечты Шейха Мухтара, режиссер М. Садик
- Пуджа Батра изображал императрицу Нур Джахан в болливудском историческом фильме 2005 года Taj Mahal: an Eternal Love story[30].
- Гаури Прадхан сыграла главную роль Нур Джахана в телевизионном сериале Noorjahan, который транслировался на канале Doordarshan в 2000—2001 годах[31] .
- Siyaasat (2015), критически признанная историческая драма, которая транслировалась на канале EPIC, изображала историю любви Нур Джахан и Джахангира. Он был основан на романе «Двадцатая жена» Инду Сундарецана. Джаннат Зубаир Рахмани и Чару Шанкар изображали Мехрунниссу/Нур Джахан[32][33].